# Новики (Тернопольская область)
Новики (укр. Новики) — село в Збаражской городской общине Тернопольского района Тернопольской области Украины.
Код КОАТУУ — 6122487001. Население по переписи 2001 года составляло 404 человека.
До 2020 года входило в Збаражский район.

## Географическое положение
Село Новики находится на берегу реки Гнезна,
выше по течению на расстоянии в 2,5 км расположено село Колодное,
ниже по течению на расстоянии в 3 км расположено село Опреловцы.

## История
- 1493 год — дата основания.

## Объекты социальной сферы
- Школа I ст.
- Клуб.
- Фельдшерско-акушерский пункт.

## Достопримечательности
- Церковь святого Димитрия Солунского (1909, каменная).
- Братская могила советских воинов.